# Deutsches Schifffahrtsmuseum
Das Deutsche Schifffahrtsmuseum (DSM) in Bremerhaven ist das nationale Schifffahrtsmuseum in Deutschland. Es gehört als Leibniz-Institut für Maritime Geschichte zur Leibniz-Gemeinschaft und vereinigt als eines von acht Forschungsmuseen der Gemeinschaft Ausstellungs- und Forschungstätigkeiten.
Das zwischen dem Alten Hafen und dem Weserdeich gelegene Bauwerk und die Museumsflotte wurden 2005 unter Bremer Denkmalschutz gestellt.

## Geschichte
Bereits 1935 gab es die Anregung des Schifffahrtshistorikers Otto Höver, der seit 1932 Leiter der Stadtbibliothek war, ein Schifffahrtsmuseum einzurichten. Fritz Lücke, der Leiter des Instituts für Seefischerei, hielt „den Gedanken für gut und durchführbar und glaubt, daß der sich an das Fischereihafenmuseum anschließende große Raum zur Unterbringung eines Schiffahrtsmuseums geeignet ist“. Zur Feier des 50-jährigen Bestehens der deutschen Hochseefischerei solle es 1936 „eine besondere Ausstellung von Fischdampfermodellen, die als Grundlage für ein Schiffahrtsmuseum dienen könnten“, geben. Bürgermeister Wilhelm Richter antwortete auf die Anregung, „daß er die Abgelegenheit während des Krieges nicht aufgreifen könne, jedoch hoffe, später an die Verwirklichung des Planes gehen zu können“.
Von November 1969 bis 1972/1975 wurde der Museumsbau nach Entwürfen des Architekten Hans Scharoun in Arbeitsgemeinschaft mit den Bremerhavener Architekten Helmut Bohnsack und Peter Fromlowitz geplant und errichtet. Scharoun ist mit Bauten wie diesem Museum oder der Berliner Philharmonie einer der bedeutendsten Vertreter der organischen Architektur. Die Gesamtkosten betrugen bis zur Eröffnung 23 Millionen DM.
1971 begann die wissenschaftliche Forschungsarbeit am DSM. 1972 wurde in der inzwischen fertiggestellten Kogge-Halle mit der Wiederherstellung und anschließenden Konservierung der Bremer Kogge begonnen. Am 5. September 1975, nach der Ausstellungsgestaltung, wurde das DSM der Öffentlichkeit durch den damaligen Bundespräsidenten Walter Scheel durch Läuten einer Schiffsglocke übergeben. Die wissenschaftliche Bibliothek des DSM leitete und konzipierte Arnold Kludas ab 1976.
Ein von Dietrich Bangert entworfener Anbau entstand 1995 bis 2000.
Die drei Gründungsdirektoren des Museums waren Detlev Ellmers (1971–2002 geschäftsführend), Gert Schlechtriem (zuvor Direktor des Morgensternmuseums) und Wolf-Dieter Hoheisel (technischer Direktor). Von 2004 bis 2012 wurde das DSM von dem Schifffahrtshistoriker Lars Ulrich Scholl als geschäftsführender Direktor geleitet.
Ende 2014 bestätigte die Leibniz-Gemeinschaft dem Museum auf weitere vier Jahre den Status eines Nationalen Forschungsmuseums, mit dem der Bezug hoher öffentlicher Fördergelder verbunden ist. Anstatt der regulären Bewilligung eines siebenjährigen Förderzeitraumes wurde aufgrund der Ergebnisse der Evaluierung nur ein verkürzter Förderzeitraum bis zur nächsten Evaluierung bewilligt.
Im Mai 2018 wurde das Museum in Deutsches Schifffahrtsmuseum umbenannt, um mit den Dreifachkonsonanten den Empfehlungen der Rechtschreibreform zu entsprechen.
Seit 2019 finden größere Umbau- und Renovierungsarbeiten im DSM statt, wodurch nur ein Teil der Ausstellungsfläche für den Publikumsverkehr geöffnet ist. Angesichts begrenzter Finanzmittel konzentrieren sich die Arbeiten zunächst auf den jüngeren Bangert-Bau, der 2024 mit der neu konzipierten Ausstellung "Mensch und Meer" wieder eröffnet werden soll. Unklar ist, wann der Scharoun-Bau wieder für Besucher geöffnet werden kann.

2019 startete auch der Bau eines neuen Forschungsdepots zur Lagerung und Erforschung der Sammlungsstücke in der Eichstraße im Fischereihafen. Der von Haslob Kruse + Partner Architekten (Bremen) entworfene Bau wurde im Mai 2021 an das Museum übergeben.

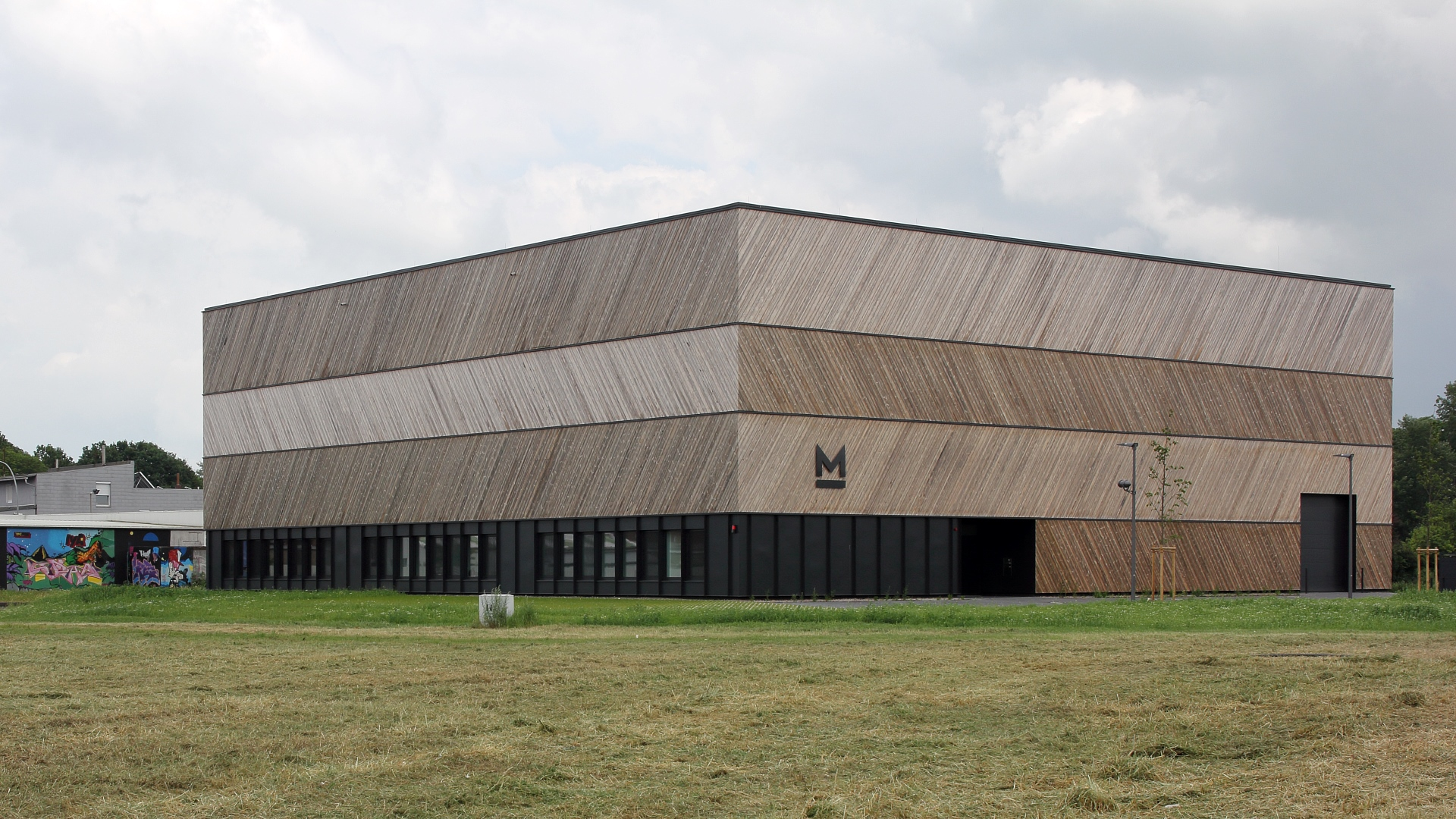
Forschungsdepot des DSM (2021)

Im Oktober 2020 erhielt die Fensterfront des Bangert-Baus die dauerhafte Lichtinstallation "Frame", die mit wechselnden Farben in der Dunkelheit einen leuchtenden Rahmen bilden kann. Im Rahmen der Energiesparmaßnahmen nach Beginn des russischen Angriffskrieges gegen die Ukraine wurde diese Beleuchtung nicht verwendet.
Im Juli 2024 wurde die neue Dauerausstellung "Schiffswelten - Der Ozean und wir" im sanierten Bangert-Bau eröffnet. In fünf Teilbereichen informiert sie über den Bau von Schiffen, deren Ausrüstung und weshalb sie fahren, welchen Einfluss sie auf die Umwelt haben und die Forschungsschifffahrt.

Das Leitbild des DSM lautet: Vom Meer aus die Welt begreifen.

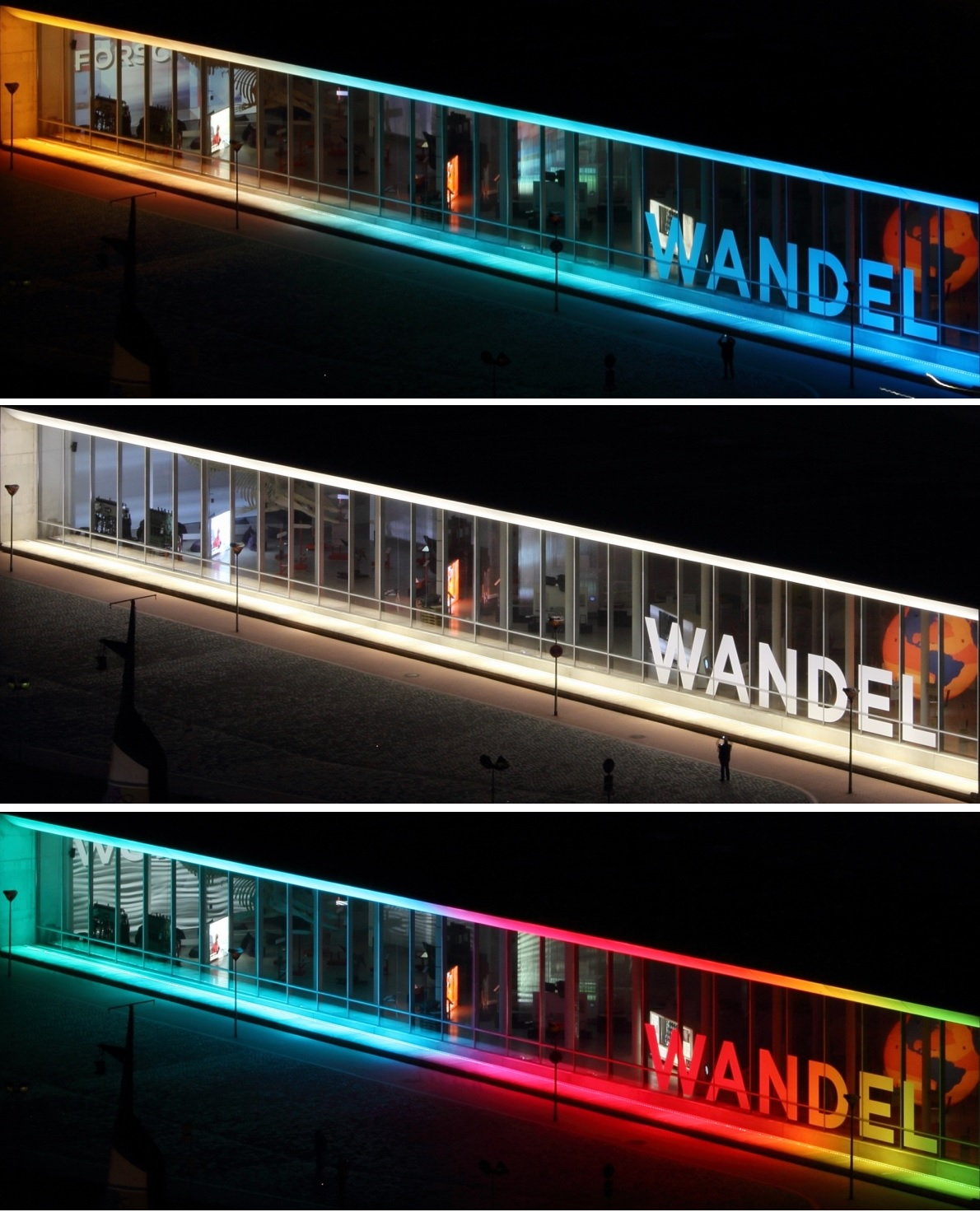
Frame-Varianten am Bangert Bau (2020)

## Zum 40. Geburtstag
2015 feierte das DSM mit einer Jubiläumsausstellung „1975 / 2015 – Schiffe erzählen Museumsgeschichte(n)“. Über zwölf Stationen verteilt, neun im Scharoun-Bau und drei Stationen außerhalb der Gebäude, konnte das Museum zum 40. Geburtstag erlebt werden. Die Jubiläumsausstellung war gleichzeitig als Ankündigung zu verstehen, da in den kommenden Jahren alle Ausstellungsbereiche schrittweise erneuert werden und auch das Gebäude von Grund auf saniert wird.
Besonders für den zukünftigen Forschungsansatz des Museums unter dem Motto „Mensch und Meer“ wird seit Anfang 2014 ein neues Ausstellungskonzept für das gesamte Museum und den Museumshafen entwickelt, mit dem „Forschen als Prozess“ sichtbar werden soll. Themen und Zusammenhänge werden nach den jeweils aktuellen Forschungsschwerpunkten neu formuliert und die Objekte mit den entsprechenden Hintergrundinformationen, Geschichten und Erzählungen neu angeordnet.
Im Jahr 2025 feiert das DSM den 50. Geburtstag mit einer Sonderausstellung "Große Geschichten - Kleine Schiffe".

## Exponate
Als Hauptattraktion gilt die seit 2000 fertig restaurierte in Bremen gefundene Bremer Kogge aus dem Jahr 1380. In den Ausstellungsräumen befinden sich Schaustücke zu verschiedenen Schifffahrtsepochen und zu den Themen Handelsschifffahrt, Fischerei und Walfang, Polarforschung, Militär und mehr. Ausgestellt sind unter anderem Modelle von Segelschiffen, Containerschiffen, Passagierschiffen und Öltankern sowie technische Bedienelemente und Ausrüstungsgegenstände. Eines der Prunkstücke ist ein von 1919 bis 1935 genutzter mechanischer Gezeitenrechner der Deutschen Seewarte in Hamburg, der als früher Computer eingestuft wird.

### Bilder von Innenexponaten

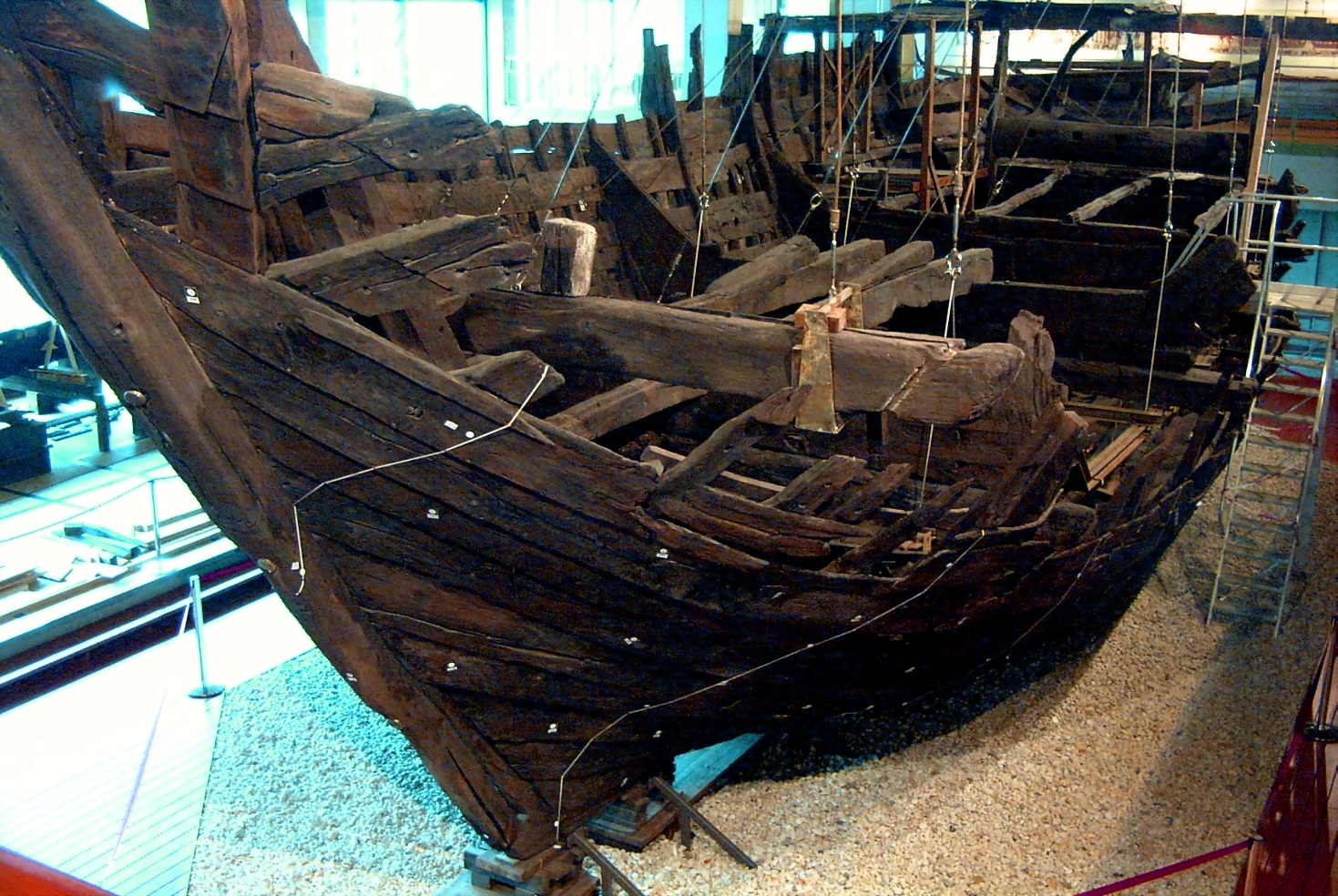
Die Bremer Kogge von 1380
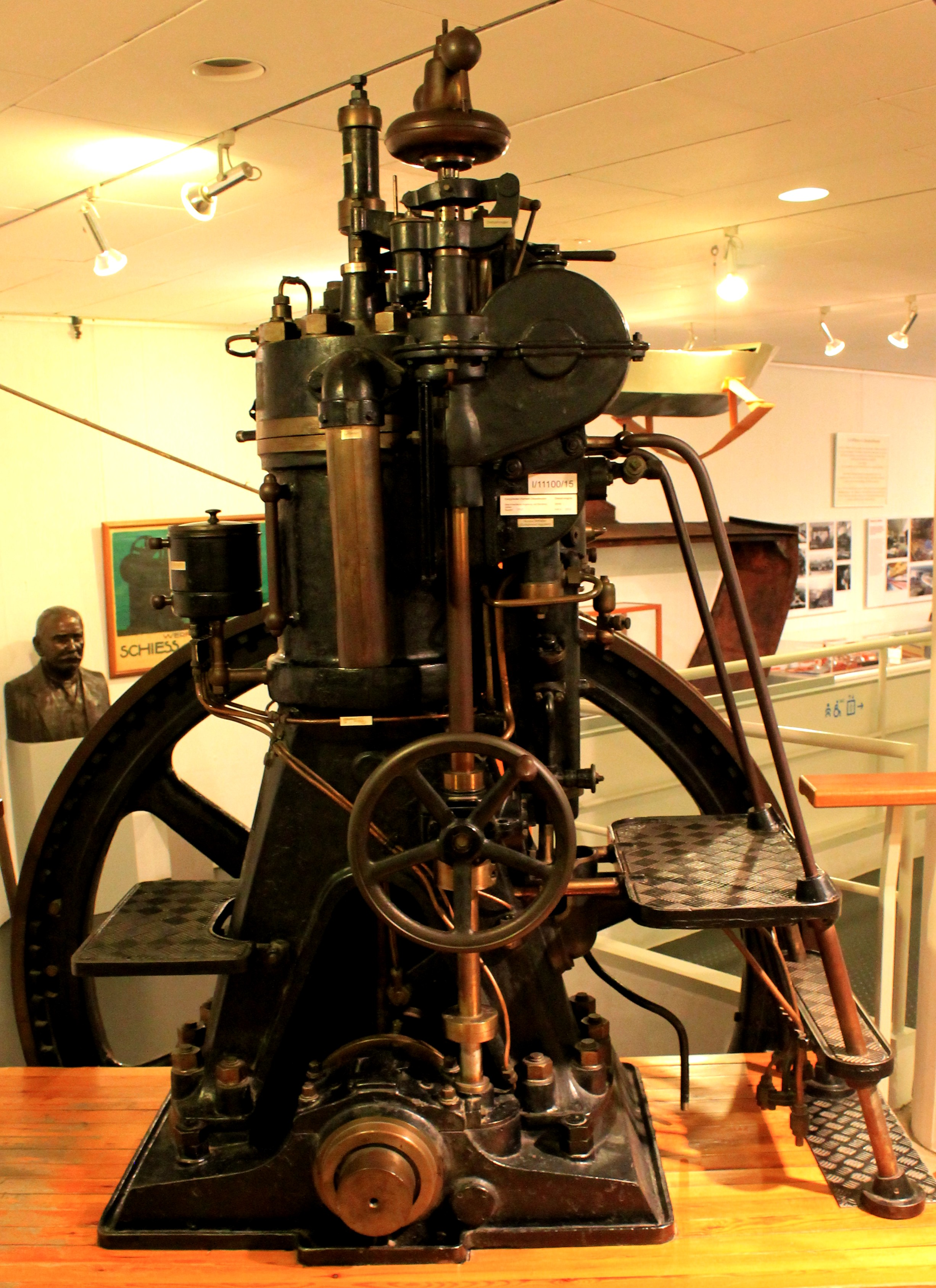
Dieselmotor aus der Pionierzeit

### Wasserfahrzeuge
Im Museumshafen können die folgenden Wasserfahrzeuge besichtigt werden:
- Hochseeschlepper Seefalke
- Walfangdampfer Rau IX der Walter-Rau-Walfangflotte
- Haffkahn Emma
- Binnenschlepper Helmut
- Feuerschiff Elbe 3 (vormals Bürgermeister Abendroth, nicht zu verwechseln mit dem Feuerschiff Elbe 3 im Museumshafen Oevelgönne in Hamburg)

Auf dem Außengelände können vier Schiffe besichtigt werden:
- Betonschiff Paul Kossel
- Hafenschlepper Stier mit Voith-Schneider-Antrieb
- Segelyacht Diva
- Tragflügelboot WSS 10

Das Schiff der Ersten Deutschen Nordpolar-Expedition, die 1867 von Toleff Toleffsen in Skånevik in Norwegen gebaute Nordische Jagt Grönland gehört ebenfalls zur Flotte des Museums, ist jedoch als aktives Traditionsschiff im Einsatz und demzufolge gerade in den Sommermonaten nur selten im Museumshafen.
Im Hafenbecken des Museums liegt außerdem das begehbare U-Boot Wilhelm Bauer, das von einem eigenständigen Trägerverein betreut wird.
Das Schnellboot Kranich der Jaguar-Klasse lag bis 2006 im Museumshafen. Es wurde wegen starken Verfalls des Holzrumpfes von der VEBEG an eine Abwrackwerft in Frederikshavn verkauft.
Bis zu ihrem Sinken Ende 2019 war auch  die Bark Seute Deern im Hafen zu sehen, danach wurde sie abgewrackt.
Vor dem Museum befindet sich eine Skulptur des Bildhauers Stephan Balkenhol.

### Bilder von Außenexponaten

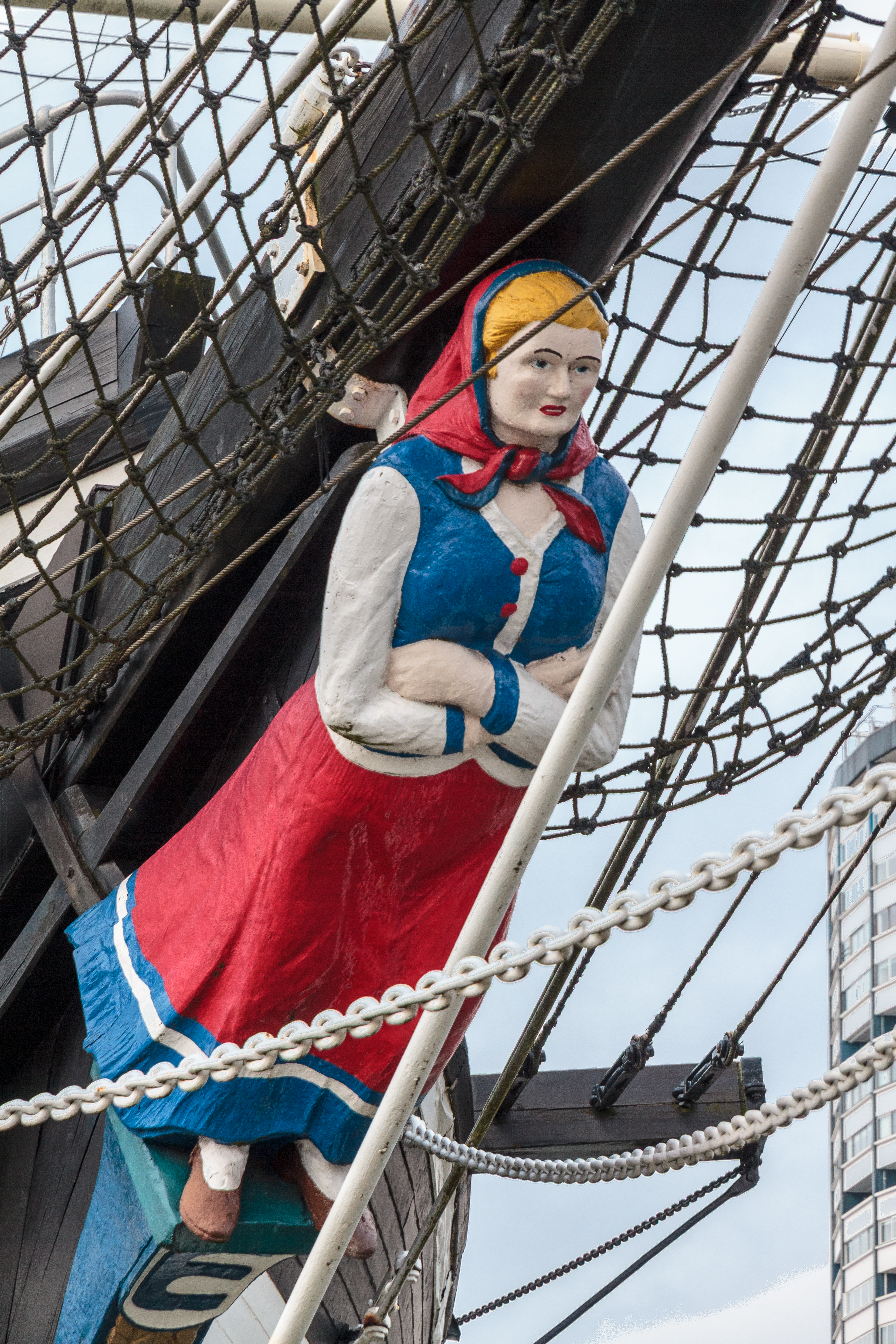
Galionsfigur der "Seute Deern"
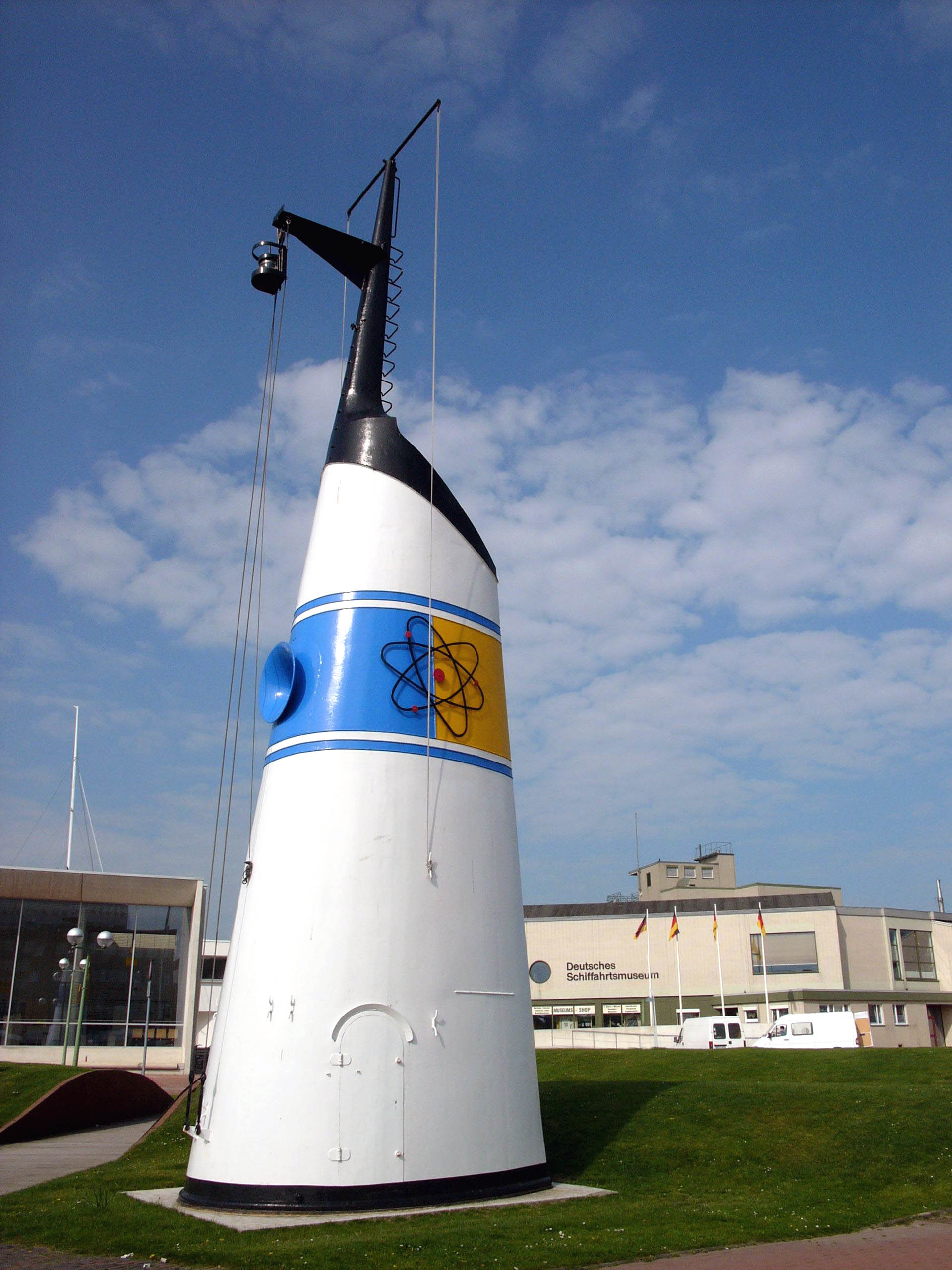
Schornstein des Nuklearschiffs Otto Hahn
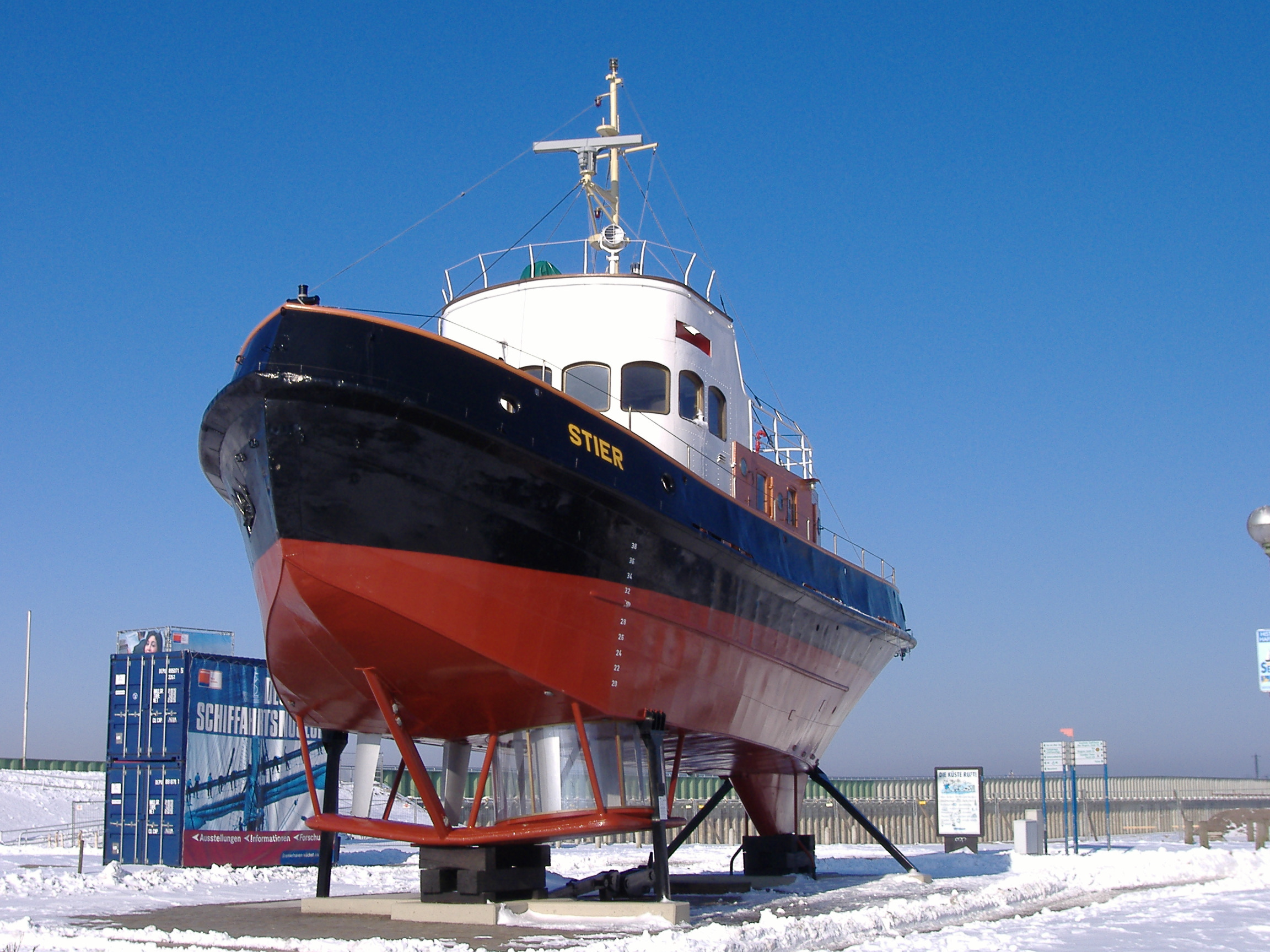
Hafenschlepper Stier
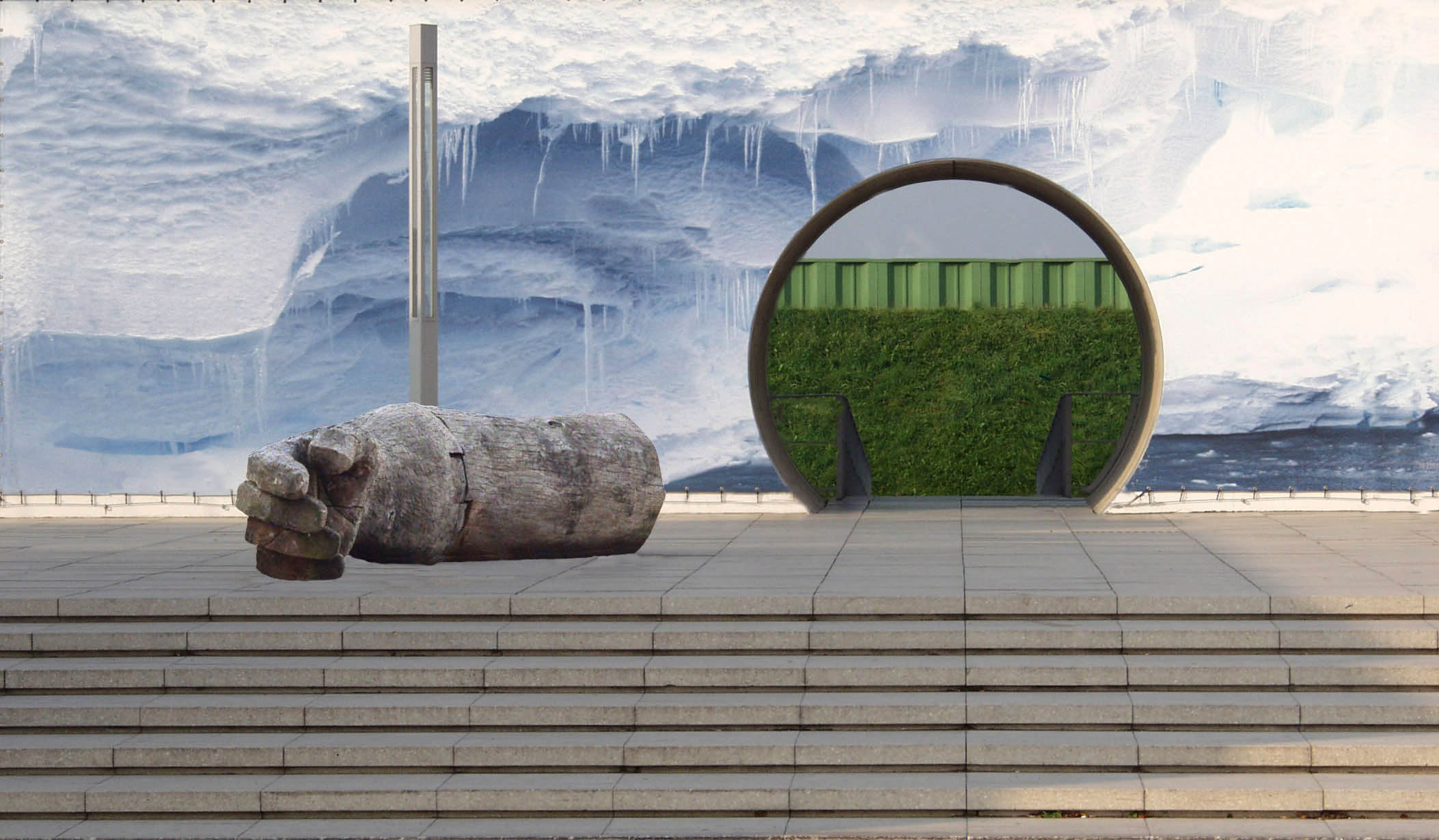
Armskulptur von Stephan Balkenhol vor dem Museum
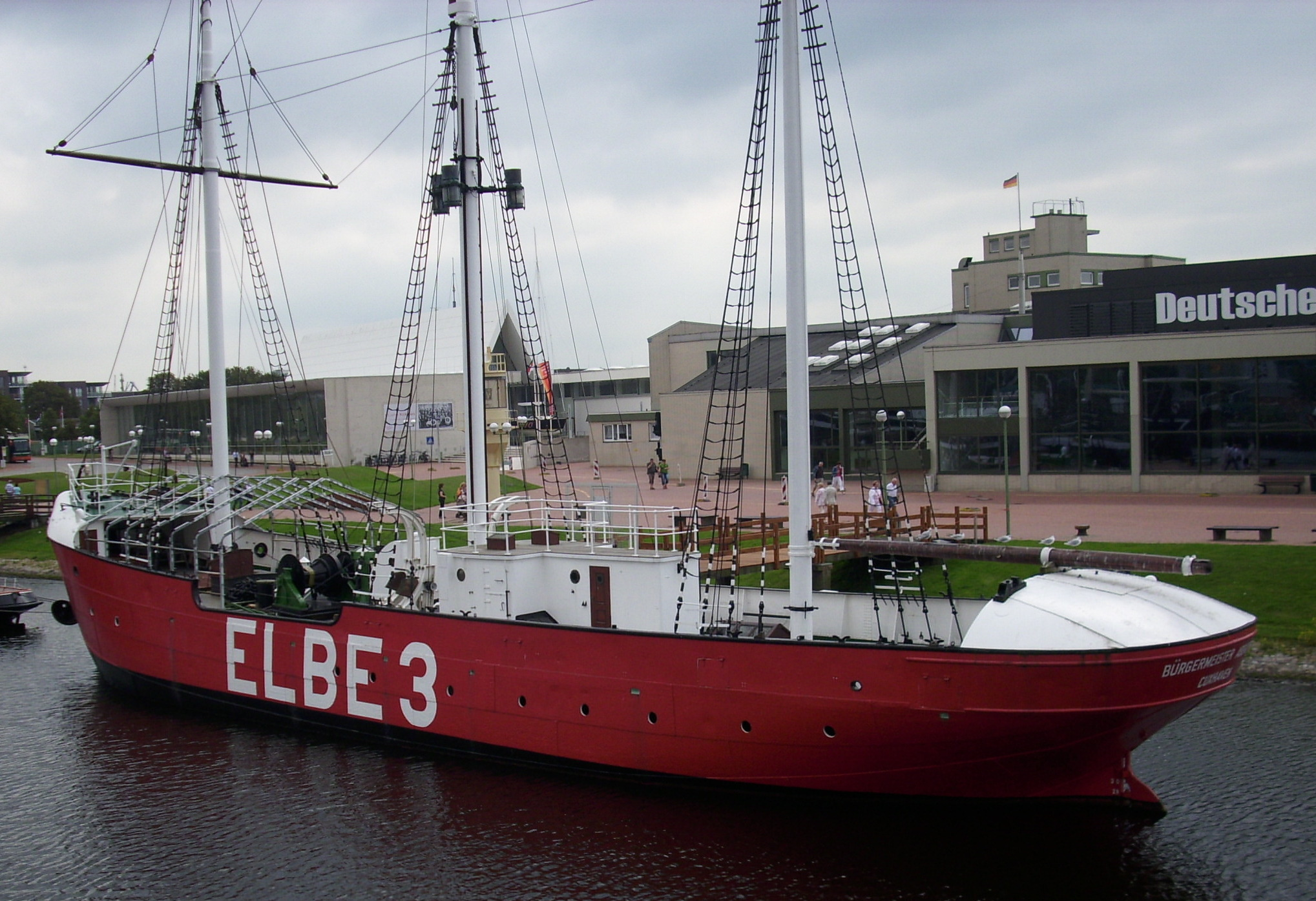
Elbe 3 im Museumshafen

## Publikationen
Jährlich erscheint seit 1975 das Deutsche Schiffahrtsarchiv, das wissenschaftliche Jahrbuch des Museums. Die Themenbereiche umfassen Aspekte wie Schiffsarchäologie, See- und Binnenschifffahrt, Schiffbau, Marine, Fischerei, Navigation, Polar- und Meeresforschung, Sozialgeschichte der Seefahrt, maritime Volkskunde. Im Mittelpunkt steht die Schifffahrtsgeschichte, Beiträge ausländischer Autoren zeigen den internationalen Forschungsstand. Alle Beiträge werden mit englischen und französischen Zusammenfassungen ergänzt. Es erscheint im Oceanum Verlag Wiefelstede (DSA 31 2008, ISBN 978-3-86927-031-9), ISSN 0343-3668.

## Internet-Projekte
- Die deutsche Schifffahrt in den 1920er und 1930er Jahren im Spannungsfeld von Kontinuitäten, Krisen und Innovation Visualisierung historischer Prozesse[19]
- Schiffsliste – eine Internet-Datenbank zum schnellen Finden von historischen Schiffen, Booten und anderen Wasserfahrzeugen, die teilweise mit ausführlichen technischen Merkmalen und Daten zum Lebenslauf beschrieben sind.[20]
- Digitalisierung von Schiffsplänen

## Forschungsaufträge und -projekte
Im August 2011 erteilte die Deutsche Bundesregierung dem Museum einen Forschungsauftrag zur systematischen archäologischen Prospektion der Nordsee, auch außerhalb der 12-Seemeilen-Zone, da zahlreiche archäologische Fundplätze durch geplante Bauvorhaben wie Offshore-Windparks, Pipelines und Stromleitungstrassen bedroht sind.
Das Deutsche Schifffahrtsmuseum leitet das 2018 begonnene und EU-finanzierte Forschungsprojekt North Sea Wrecks. Zusammen mit anderen Forschungsinstituten wird die Problematik von verklappter Munition, Kriegswracks sowie die daraus resultierenden Umweltverschmutzung in der Nordsee untersucht. Einen Einblick in die laufende Forschungsarbeit gibt eine Wanderausstellung, die im August 2021 in Bremerhaven gezeigt wurde und anschließend in weiteren Nordseeanrainerstaaten zu sehen sein wird.

## Mitgliedschaft
- Deutsche Allianz für Meeresforschung
- International Council of Maritime Museums